# Діно Мореа
Діно Мореа (англ. Dino Morea; нар. 9 грудня 1975, Бенгалуру, Карнатака) — індійський актор та модель.

## Життєпис
Народився 9 грудня 1975 року у місті Бенгалуру, штат Карнатака, в родині італійця та індійки. Діно середній з трьох синів, його старшого брата звати Ніколо, молодшого Сантіно. Навчався у Bangalore Military School, Коледжі Святого Йосипа та Clarence High School. Працював моделлю. 1999 року відбувся його кінодебют у фільмі «В коханні буває й таке», який зазнав невдачі в прокаті. Наступного року з'явився у фільмі «Розум і почуття» за однойменним романом Джейн Остін. Далі послідували ролі в успішному фільмі жахів «Таємниця» (2003), трилері «Почуття провини» (2002). Також успішними стали фільми за його участю «Перевертень» (2003), «Не кажи ні слова» (2003), «Магія крові» (2004) та інші.
2008 року виконав одну з головних ролей у фільмі «Анаміка» за романом «Ребекка» Дафни дю Мор'є, дію якого було перенесено до Індії.
2012 року виступив продюсером еротичного трилеру «Темна сторона бажання 2» (Jism 2) з Санні Леоне у головній ролі.

## Особисте життя
У 1996—2002 роках Мореа перебував у стосунках з акторкою Біпаша Басу.

## Вибрана фільмографія
| Рік  |   | Українська назва         | Оригінальна назва         | Роль                            |
| ---- | - | ------------------------ | ------------------------- | ------------------------------- |
| 1999 | ф | В коханні буває й таке   | Ryaar Mein Kabhi Kabhi    | Сіддхант                        |
| 2000 | ф | Розум і почуття          | Kandukondain Kandukondain | капітан Вінод                   |
| 2002 | ф | Таємниця                 | Raaz                      | Адітья Дханрадж                 |
| 2002 | ф | Почуття провини          | Gunaah                    | Адітья Шрівастава               |
| 2003 | ф | Перевертень              | Baaz: A Bird in Danger    | Радж Сінгх                      |
| 2003 | ф | Не кажи ні слова         | Sssshhh...                | Рокі                            |
| 2004 | ф | Магія крові              | Rakht                     | Сунтель Трехан (Санні)          |
| 2006 | ф | Джулі                    | Julie                     | Шаші                            |
| 2006 | ф | Том, Дік та Гаррі        | Tom, Dick & Harry         | Том                             |
| 2007 | ф | Коли одного життя замало | Om Shanti Om              | у ролі самого себе              |
| 2008 | ф | Герої                    | Heroes                    | лейтенант Сахвіл Накві          |
| 2008 | ф | Анаміка                  | Anamika                   | Вікрам Сінгх Сісодія            |
| 2009 | ф | Покинута фабрика         | Acid Factory              | Джей Ді                         |
| 2009 | ф | Містер і місіс Кханна    | Main Aurr Mrs Khanna      | Санджай                         |
| 2010 | ф | Кохання неможливе        | Pyaar Impossible!         | Варун Сангхві / Сіддхартх Сінгх |
| 2017 | ф | Соло                     | Solo                      | полковник Раудах Саредева       |

## Нагороди
- 2003 — Zee Cine Award у категорії найкраща пара за фільм «Таємниця» спільно з Біпаша Басу.